# Tantal(IV)-sulfid
Tantal(IV)-sulfid ist eine anorganische chemische Verbindung des Tantals aus der Gruppe der Sulfide, also der Übergangsmetalldichalkogenide. Neben diesem sind noch mindestens vier weitere Tantalsulfide (Ta6S, Ta2S, Ta1+xS2 und TaS3) bekannt. Viele davon haben Homogenitätsgebiete oder unterscheiden sich voneinander als Stapelvarianten eines Grundgittertyps.

## Gewinnung und Darstellung
Tantal(IV)-sulfid kann durch Reaktion von Tantal mit Schwefel bei 900 °C gewonnen werden.
{\displaystyle \mathrm {Ta+2\ S\longrightarrow TaS_{2}} }
Es kann auch durch Reaktion von Tantal(V)-oxid mit Schwefelwasserstoff oder Kohlenstoffdisulfid gewonnen werden.

## Eigenschaften
Tantal(IV)-sulfid ist ein bei Raumtemperatur als grauer metallischer oder schwarzes Pulver vorliegender Feststoff, der in mehreren Modifikationen vorkommt. Die bei Raumtemperatur stabile Form wird als 2H-TaS2 bezeichnet. Sie besitzt metallische Eigenschaften (spezifischer Widerstand 120 µΩ·cm), hat eine Schichtstruktur und ist Supraleitend bei 0,75 K. Sie besitzt eine trigonale Kristallstruktur mit der Raumgruppe P63/mmc (Nr. 194) isotyp zu der von Niob(IV)-sulfid. Die gelb aussehenden Hochtemperaturmodifikation 1T-TaS2 liegt ab Temperaturen von 780 °C vor. Diese Modifikation ist ein Halbleiter und kann durch abschrecken auch bei Raumtemperatur metastabil erhalten werden. Sie besitzt eine octahedrale Kristallstruktur mit der Raumgruppe P3m1 (Nr. 164). Daneben existieren auch noch mindestens eine 3R-TaS2, 4H-TaS2 und eine 6R-TaS2 Form.

## Verwendung
Tantal(IV)-sulfid wird als Schmierstoff verwendet.